# S

Litera Ss scrisă cu fontul „School Script Dashed”.

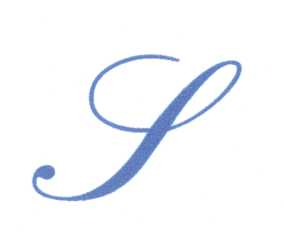
Majuscula S

Minuscula s

S (numită: /es/ sau /sɨ/) este a nouăsprezecea literă din alfabetul latin și a douăzeci și doua din alfabetul limbii române. În limba română notează o consoană fricativă alveolară surdă (uneori numită dentală în loc de alveolară) cu simbolul fonetic [s].

## Istorie
| F18 |

| F18 |

## Utilizare
- În chimie S este simbolul pentru elementul chimic sulf.
- În fizică:
  - s este simbolul pentru secundă, unitatea de măsură SI pentru timp;
  - S este simbolul pentru siemens, unitatea de măsură SI pentru conductanță electrică;
  - S este simbolul pentru entropie în termodinamică.

## Alte reprezentări
| Alfabetul fonetic NATO | Codul Morse |
| Sierra                 | ···         |

|                                                 |                     | ⠎       |
| Sistemul de semnalizare maritimă internațională | Alfabetul semaforic | Braille |